# Leknínovité

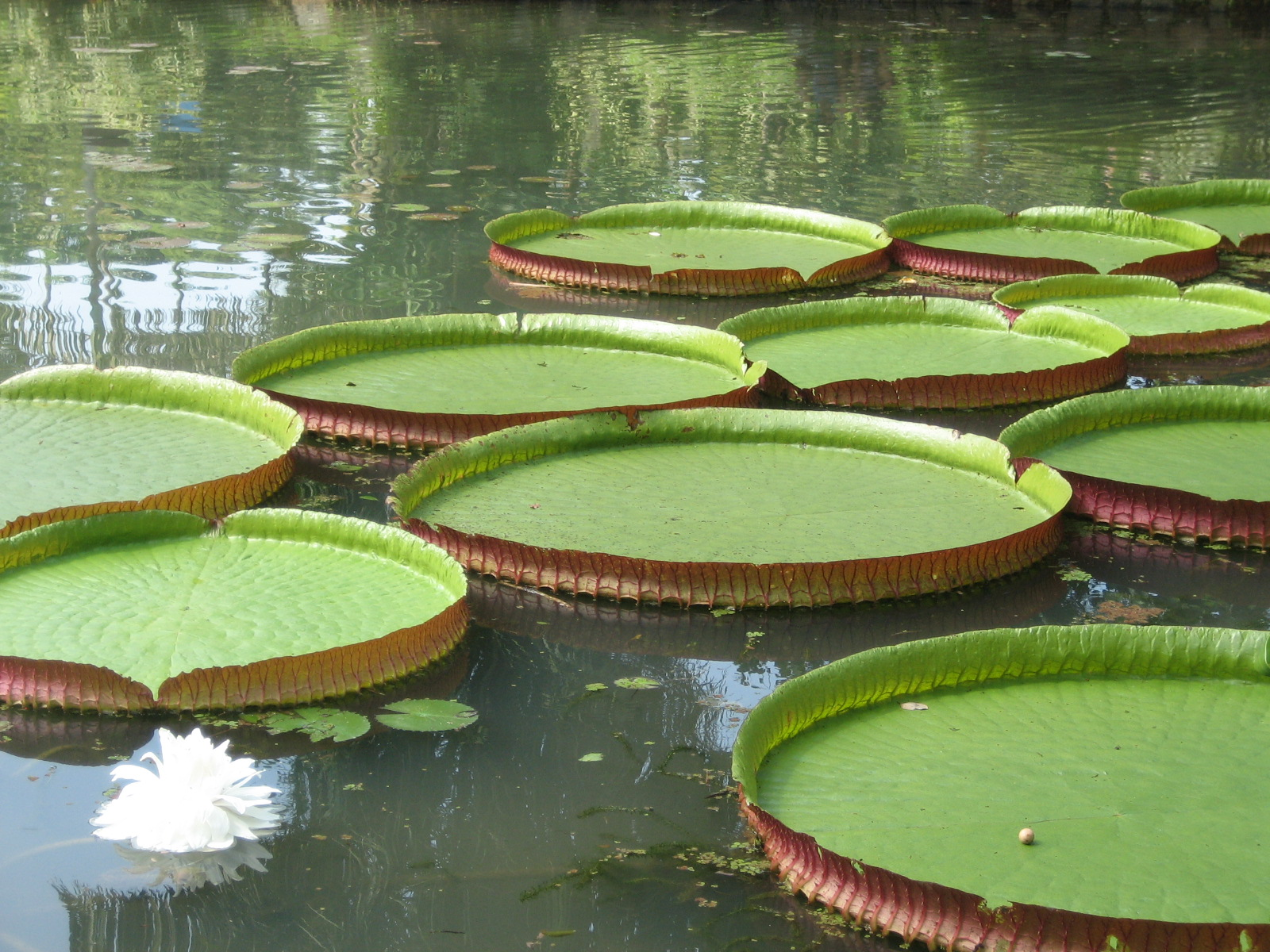
Viktorie královská (Victoria amazonica)

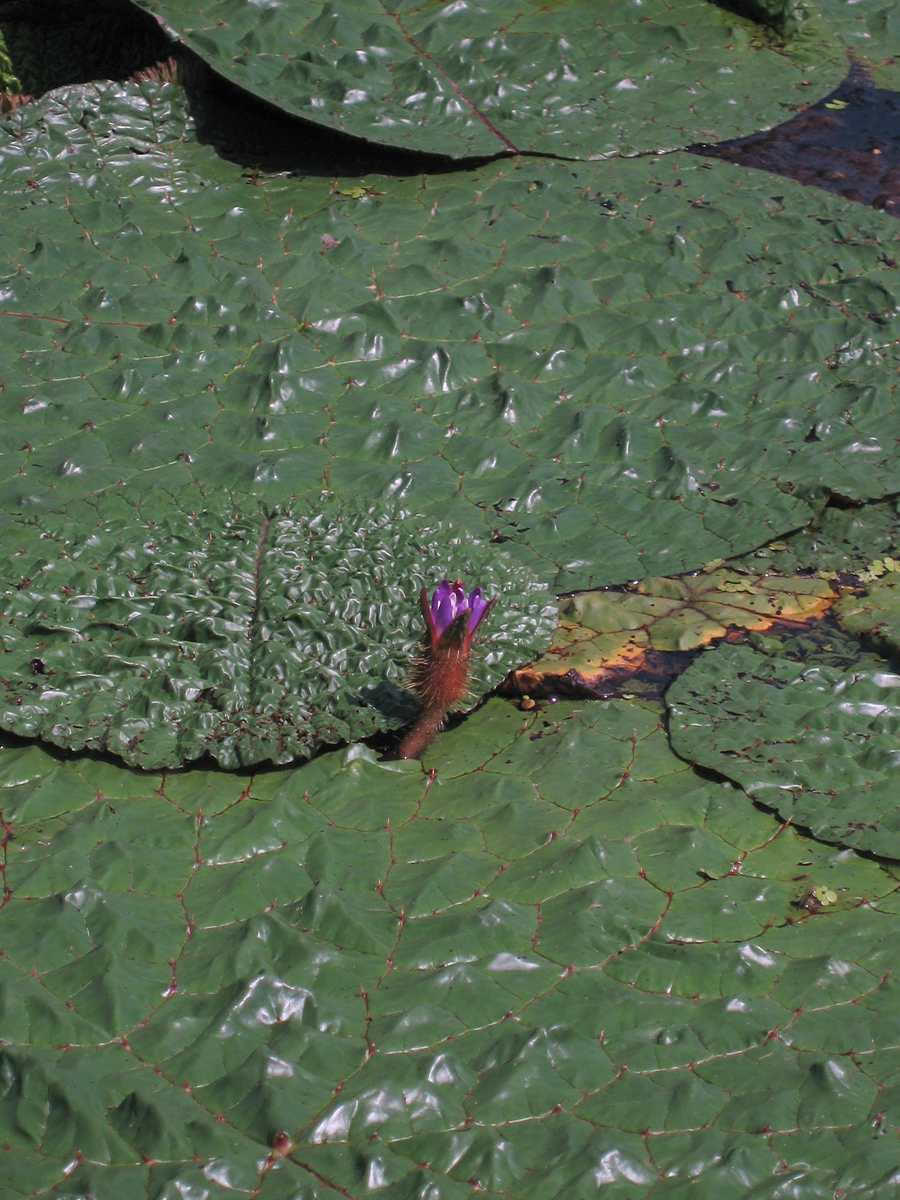
Leknínec hrozivý (Euryale ferox)

Leknínovité (Nymphaeaceae) je čeleď nižších dvouděložných rostlin z řádu leknínotvaré (Nymphaeales). Jsou to sladkovodní a vesměs vytrvalé byliny s jednoduchými plovoucími, vynořenými nebo ponořenými listy a často s nápadnými květy, které se rozvíjejí nad hladinou. Čeleď zahrnuje asi 70 druhů v 6 rodech a je rozšířena téměř po celém světě. V České republice se vyskytují celkem 4 druhy leknínovitých: leknín bílý, leknín bělostný, stulík žlutý a stulík malý. Lekníny se v ČR pěstují jako okrasné vodní rostliny v celé řadě kultivarů. V tropech a ve sklenících botanických zahrad je pěstována viktorie královská a příbuzná viktorie Cruzova, rostliny známé svými obřími plovoucími listy. Oba zástupci rodu barkleja jsou pěstovány jako akvarijní rostliny.

## Popis
Leknínovité jsou vytrvalé (pouze výjimečně jednoleté) sladkovodní byliny, kořenící v substrátu na dně. Listy jsou jednoduché, u většiny zástupců dlouze řapíkaté, s čepelí plovoucí na hladině či vynořenou (lekníny, viktorie aj.), řidčeji jsou listy ponořené a krátce řapíkaté (barkleja). Listy vyrůstají střídavě z dlouhého a plazivého nebo krátkého a vzpřímeného, větveného nebo nevětveného oddenku, z něhož vyrůstají adventivní kořeny. Cévní svazky jsou obvykle roztroušené. Čepel listů je celistvá, nečleněná, nejčastěji kopinatá, okrouhlá nebo štítnatá. V řapících a květních stvolech je často přítomno vzduchové pletivo aerenchym. Některé druhy (viktorie, leknínec) mají řapíky a čepele listů zespodu pokryté ostny. V mezibuněčných prostorech a pletivech jsou přítomny mikroskopické, rozvětvené, chlupovité specializované buňky (idioblasty). Květy jsou jednotlivé, dlouze stopkaté a většinou se vynořují nad hladinu, jsou oboupohlavné, pravidelné. Kalich je většinou zelený (žlutě zbarvený u stulíku) a je tvořen 4 až 7 kališními lístky. Koruna je tvořena mnoha volnými lístky a často je nápadná, výjimečně může chybět. Korunní lístky často plynule přecházejí v tyčinky. Tyčinek je mnoho. Gyneceum je tvořeno 5 až mnoha plodolisty, které srůstají s květním lůžkem a tvoří tak druhotně více či méně synkarpní semeník. Semeník může být svrchní (stulík) nebo spodní (leknín, viktorie aj.) a je tvořen mnoha komůrkami které odpovídají jednotlivým plodolistům. Na jeho vrcholu je radiálně rýhovaný bliznový terč. V každém plodolistu je větší počet vajíček. Plodem je mnohasemenná, nepravidelně pukající bobule. Semena mají silný perisperm a tenký endosperm a u některých zástupců (např. leknín) mají míšek.

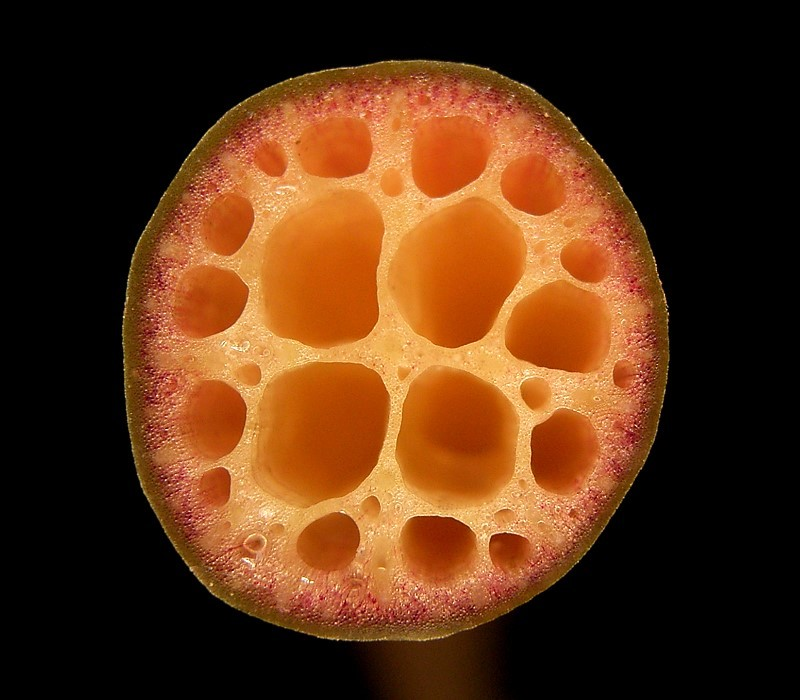
Řez květním stvolem leknínu
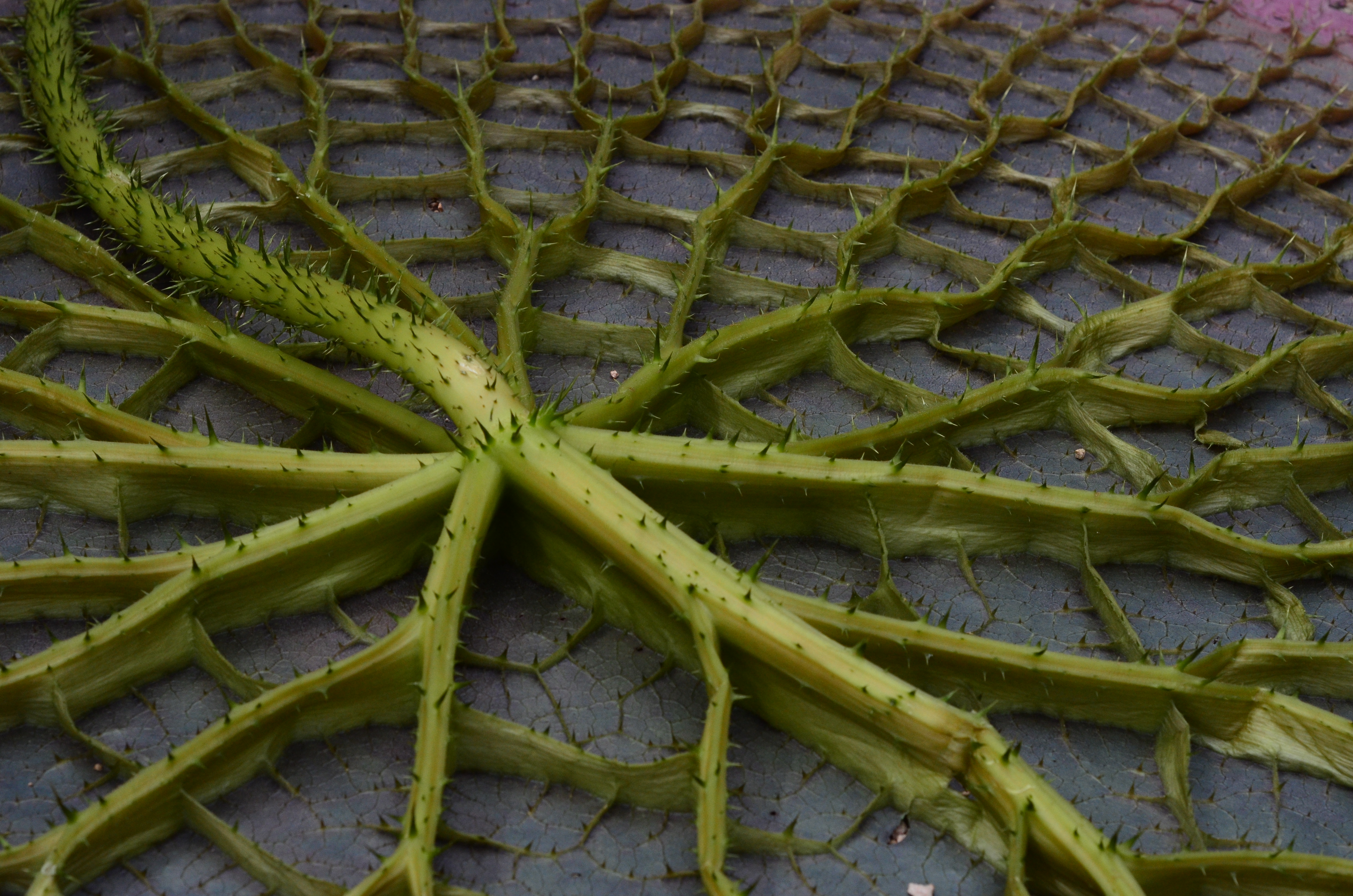
Detail spodní strany listu viktorie Cruzovy
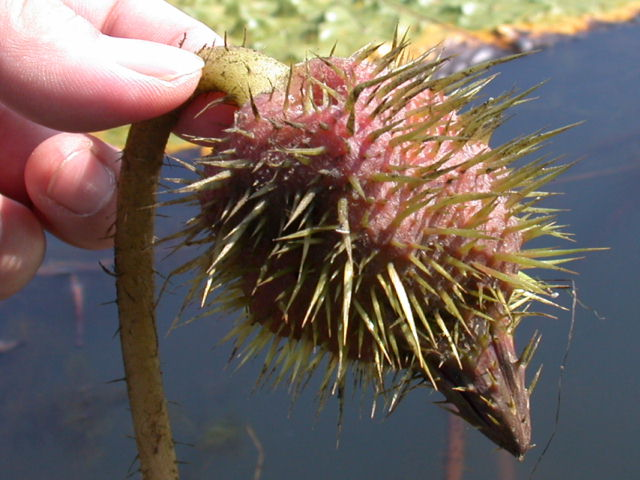
Ostnité poupě leknínce hrozivého
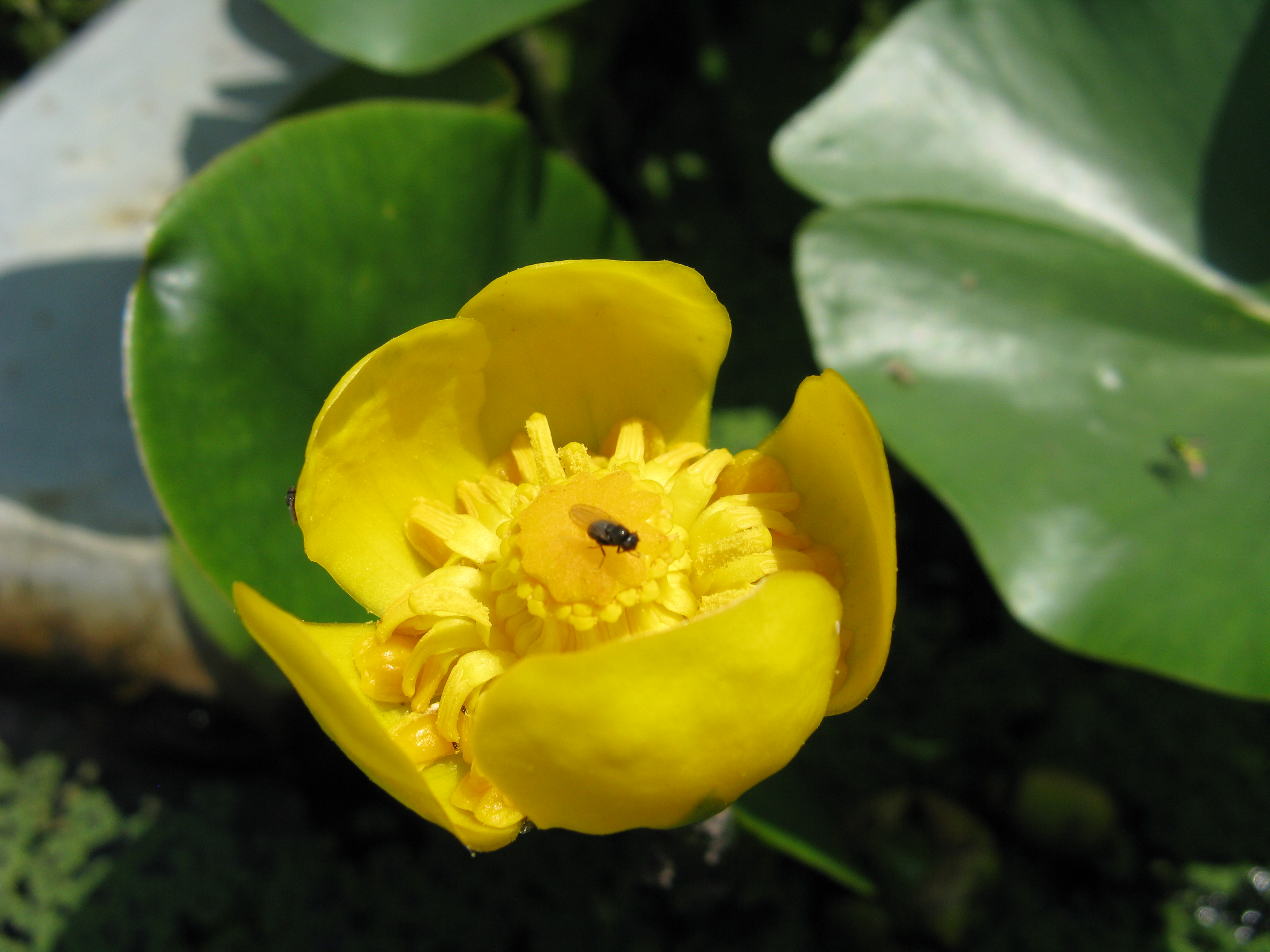
Květ stulíku malého (Nuphar pumila)
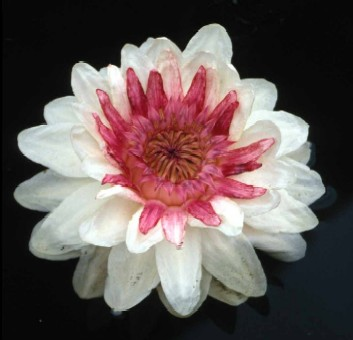
Květ viktorie Cruzovy
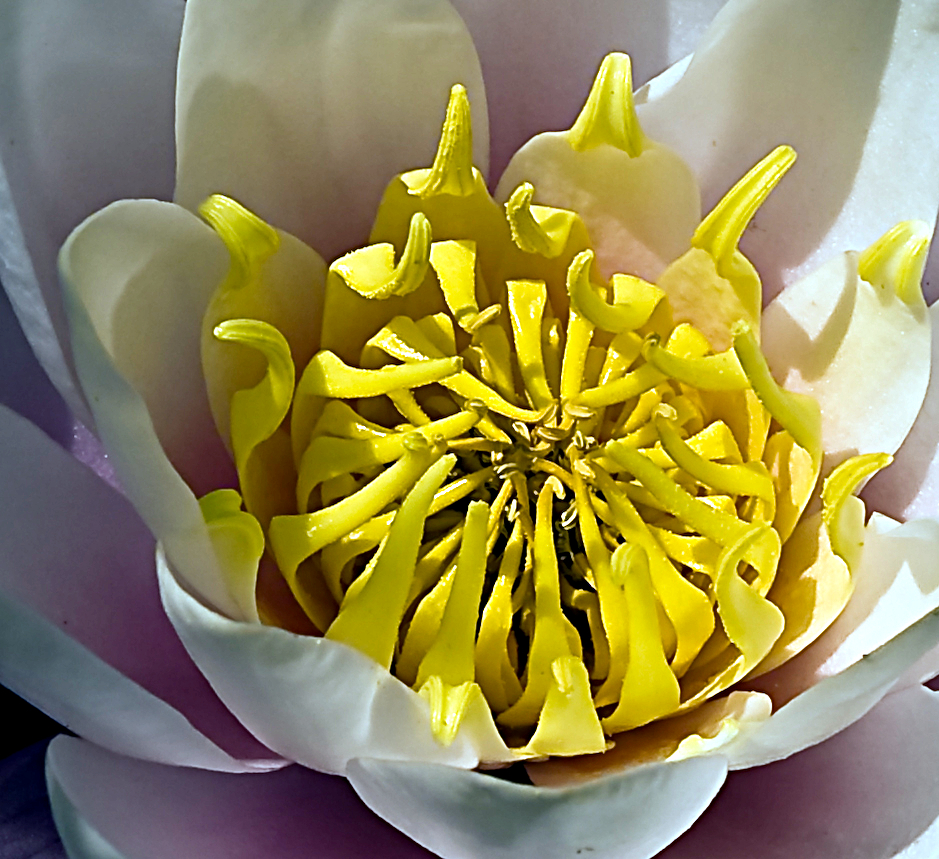
Detail středu květu leknínu bílého
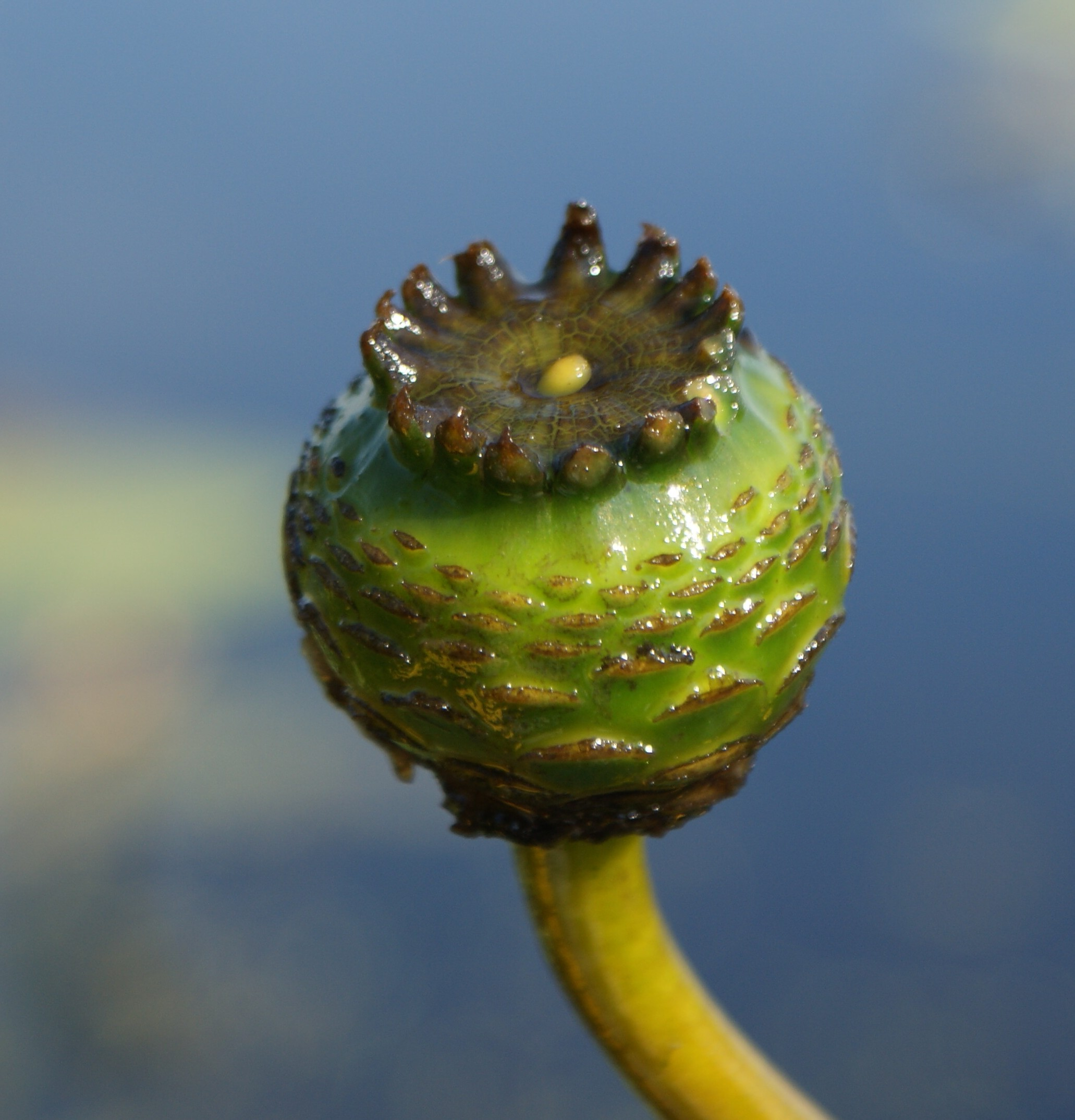
Plod leknínu bílého

## Rozšíření
Čeleď leknínovité zahrnuje 6 rodů a asi 70 druhů. Leknínovité jsou rozšířena po celém světě od tropů po teplejší oblasti mírného pásu. Převážná většina druhů roste v tropech. Největší rod je leknín (asi 50 druhů), který má také největší areál rozšíření, zahrnující mírný pás i tropy. Rod stulík (Nuphar) zahrnuje asi 10 druhů a je rozšířen v severním mírném pásu s přesahy do Mexika a Karibiku. V České republice rostou celkem 4 druhy leknínovitých: leknín bílý (Nymphaea alba), leknín bělostný (N. candida), stulík žlutý (Nuphar lutea) a velmi vzácný stulík malý (N. pumila). V evropské květeně je mimo zmíněných 4 druhů zastoupen ještě leknín posvátný (Nymphaea lotus), který však roste pouze v termálních pramenech v severozápadním Rumunsku.

## Ochrana přírody
V České republice jsou 3 druhy leknínovitých chráněny zákonem jako kriticky ohrožené: stulík malý (Nuphar pumila), leknín bílý (Nymphaea alba) a leknín bělostný (N. candida). Stulík žlutý (Nuphar lutea) je veden v kategorii druhy vyžadující další pozornost (C4).
V mezinárodním Červeném seznamu ohrožených druhů IUCN není žádný druh leknínovitých uveden jako ohrožený. Leknín Nymphaea thermarum ze Rwandy je považován za druh v přírodě vyhynulý.

## Ekologické interakce
Vonné a často nápadné květy leknínovitých jsou navštěvovány nejrůznějším hmyzem sbírajícím pyl a nektar, nejčastěji brouky, mouchami a včelami. Častá je protogynie (blizny dozrávající dříve než prašníky), zabraňující samoopylení. Květy viktorií a některých leknínů mají na pestících škrobnaté přívěsky poskytující potravu broučím opylovačům. Květy viktorií navíc produkují teplo a silnou ovocnou vůni. Květy se na noc zavírají a často uzavřou i opylovače. Některé druhy leknínovitých mají květy otevřené ve dne, jiné v noci. Květy většinou vydrží 2 až 3 dny a v průběhu vývoje květu mohou měnit barvu.
Plody většiny zástupců s výjimkou stulíku dozrávají pod vodou a po dozrání nepravidelně pukají. Semena jsou na kratší vzdálenosti šířena vodou, na delší pak vodními ptáky, kteří je vyhledávají jako potravu. U stulíku se plody rozpadají na jednoplodolistové díly a díky aerenchymu plavou na hladině. Mnohé druhy se také šíří vegetativně pomocí oddenků, hlízek a podobně.

## Obsahové látky
U čeledi leknínovité jsou přítomny charakteristické chinolizidinové alkaloidy, které se nevyskytují u žádných jiných rostlin. Náleží mezi ně např. nymfein z leknínu nebo nufaridin ze stulíku.

## Taxonomie
Pojetí čeledi leknínovité bylo v různých botanických systémech různé.
Cronquist odděloval samostatnou čeleď Barclayaceae, Tachtadžjan dokonce i Nupharaceae (stulíkovité). V systémech APG I a APG II je čeleď leknínovité ponechána nezařazená do řádu v rámci skupiny bazálních dvouděložných a jsou do ní vřazeny i rody čeledi Cabombaceae (Brasenia a Cabomba). V systému APG III z roku 2009 je čeleď leknínovité zařazena spolu s dalšími 2 čeleděmi (Cabombaceae a Hydatellaceae) do řádu leknínotvaré v rámci heterogenní skupiny starých vývojových větví nižších dvouděložných rostlin, nazývané anita group.
V tradiční taxonomii byly leknínovité často považovány za jakýsi přechodový článek k jednoděložným rostlinám. Sdílejí s nimi např. roztroušené cévní svazky, adventivní kořeny a chybějící kambium v cévních svazcích.

## Zástupci
- barkleja (Barclaya)
- leknín (Nymphaea)
- leknínec (Euryale)
- ondinea (Ondinea)
- stulík (Nuphar)
- viktorie (Victoria)[10][11]

## Význam
Lekníny a stulíky se pěstují v bazénech a vodních nádržích jako okrasné rostliny. V tropech a ve vyhřívaných sklenících botanických zahrad se pěstuje i viktorie. Některé druhy jsou pěstovány jako akvarijní rostliny, zejména barkleja dlouholistá (Barclaya longifolia) a Barclaya motleyi, řidčeji i některé drobnější druhy leknínu a stulíku.
Semena a oddenky různých druhů leknínovitých obsahují škrob a slouží místně jako potrava a krmivo. Jedlá semena má i viktorie. Jedlá semena leknínce hrozivého a některé druhy leknínu jsou využívána v tradiční indické medicíně.

## Seznam rodů
Barclaya, Euryale, Nuphar, Nymphaea (včetně Ondinea), Victoria